# アダム・ギルクリスト
アダム・クレイグ・ギルクリスト（英: Adam Craig Gilchrist AM、1971年11月14日 - ）は、オーストラリア・ニューサウスウェールズ州出身の元プロクリケット選手。元オーストラリア代表。ポジションはウィケットキーパー（捕手）、バッツマン（打者）。クリケットの歴史の中でも史上最高のウィケットキーパーの一人。